# Carlette Guidry-White
Carlette Denise Guidry-White (poročena Falkquay), ameriška atletinja, * 4. september 1968, Houston, ZDA.
Nastopila je na poletnih olimpijskih igrah v letih 1992 in 1996, obakrat je osvojila naslov olimpijske prvakinje v štafeti 4×100 m ter peto in osmo mesto v teku na 200 m. Na svetovnih prvenstvih je osvojila naslov prvakinje leta 1995 v štafeti 4x100 m.